# Terni
Terni är en stad och kommun i Italien som är huvudort i provinsen Terni i regionen Umbrien. Terni gränsar till kommunerna Acquasparta, Arrone, Colli sul Velino, Labro, Montecastrilli, Montefranco, Narni, Rieti, San Gemini, Spoleto och Stroncone. Kommunen hade 110 749 invånare (2018).
En stålindustri, Acciaierie di Terni, grundades 1884 och har kommit att dominera orten.
Staden rymmer många industrier och bombades därför till mer än 50% samman under det andra världskriget av såväl tyskar som amerikaner.
Födelsestad för helgonet Sankt Valentin (jfr Valentindagen / Alla hjärtans dag).
Under antiken kallades staden Interamna Nahars.